# Mallophora incanipes
Mallophora incanipes là một loài ruồi trong họ Asilidae. Mallophora incanipes được Artigas & Angulo miêu tả năm 1980. Loài này phân bố ở vùng Tân nhiệt đới.